# Szentistván
Szentistván ist eine ungarische Großgemeinde im Kreis Mezőkövesd im Komitat Borsod-Abaúj-Zemplén.

## Geografische Lage
Szentistván liegt in Nordungarn, 38 Kilometer südwestlich des Komitatssitzes Miskolc und 8 Kilometer südöstlich der Kreisstadt Mezőkövesd.

## Söhne und Töchter der Gemeinde
- József Juhász (1914–2003), Schriftsteller und Maler

## Sehenswürdigkeiten
- Heimatmuseum (Tájház)
- Matyó hímzés (Matyó-Stickereien und Trachten)
- Römisch-katholische Kirche Szent István, erbaut 1754 (Barock)
- Szent-István-Statue (Szent István király szobra)
- Weltkriegsdenkmale

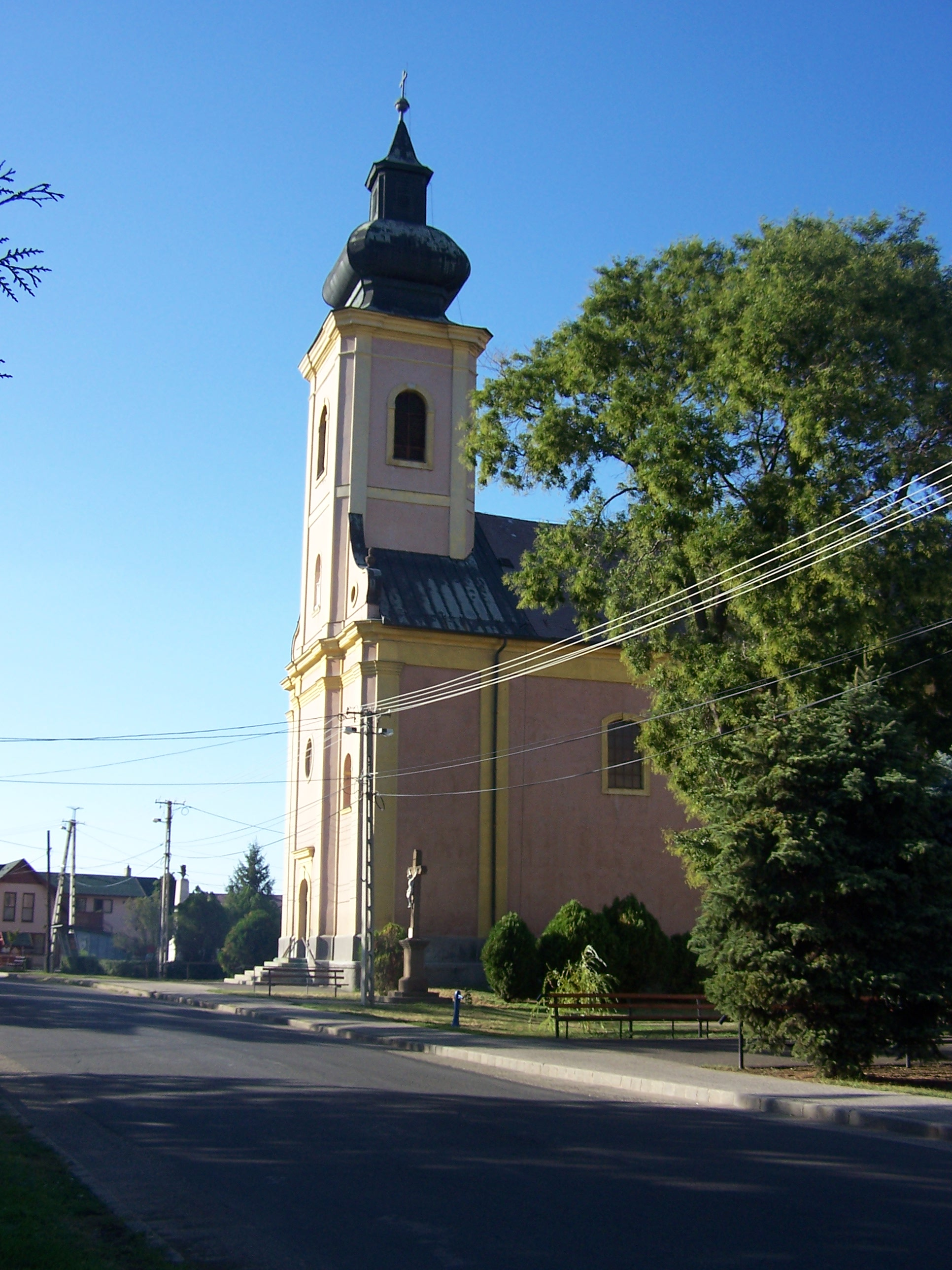
Römisch-katholische Kirche Szent István
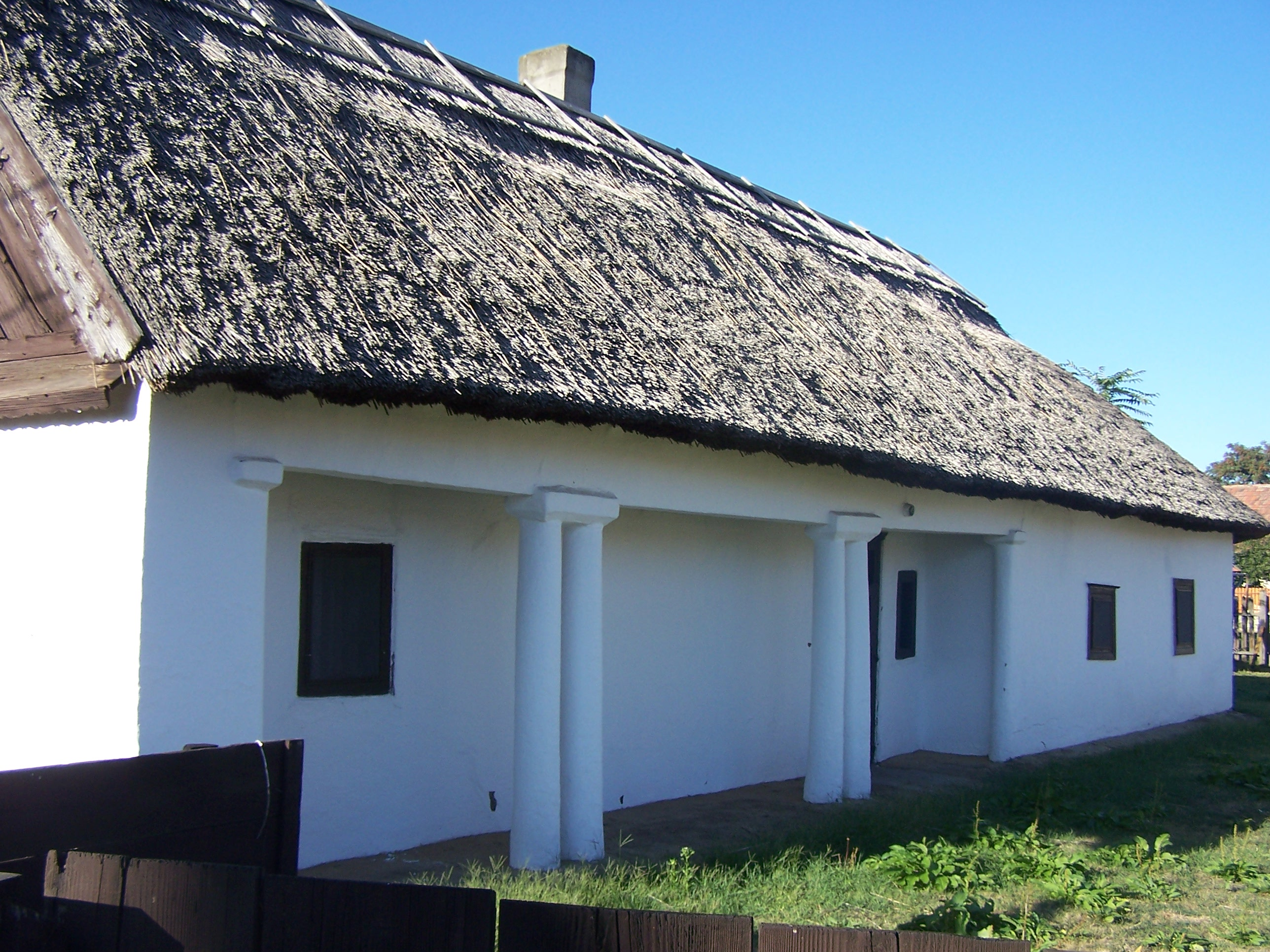
Heimatmuseum in Szentistván
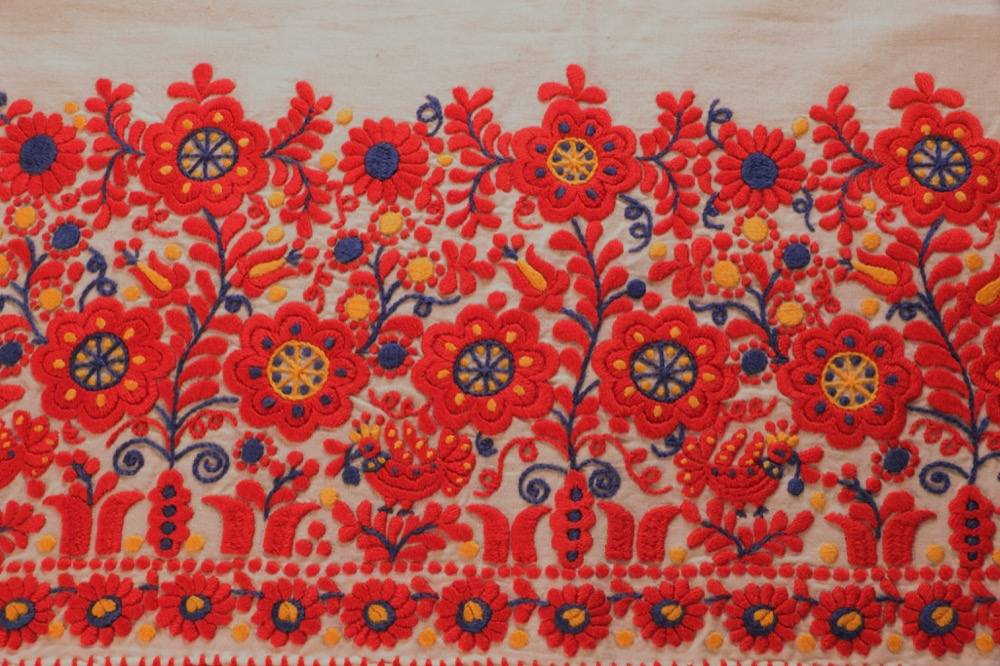
Matyó hímzés (Matyó-Stickerei)

## Verkehr
In Szentistván treffen die Landstraßen Nr. 3303 und Nr. 3304 aufeinander. Der nächstgelegene Bahnhof befindet sich in Mezőkövesd felső.